# Тофу
Тофу (од јапанске речи 豆腐, tōfuⓘ = згрушавање зрна) је високопротеински прехрамбени производ добијен згрушавањем протеина у сојином млеку. Вековима је главни састојак исхране у многим азијским културама које, по статистикама, имају најмању стопу обољевања и смртности од рака и срчаних обољења. Верује се да тофу потиче из времена кинеске династије Хан (206. п. н. е. — 220. н. е.), а у савремено доба је важан извор протеина у кухињи источне и југоисточне Азије.
Много је врста тофуа и начина његове припреме. Тофу се може припремати пржењем на врелом уљу, печењем на роштиљу, кувањем, динстањем, а може се послужити и сиров. Тофу (називан и сурутком, а у Кини дофу) је често упоређиван са сиром, делом због исте технике која се користи у справљању ова два продукта. Од осталих популарних врста тофуа издвајају се свилени тофу (не треба га мешати са меким), димљени тофу, пржени тофу-бургери и котлети, ферментисани тофу, трајни тофу и тофу са роштиља.
За разлику од других протеинских производа, тофу уопште нема холестерола,, али је проценат масти у њему и даље релативно висок (40 и 45%), с тим да је тај проценат ипак мањи у односу на проценат протеина. Квалитет протеина у тофуу је врло висок и може се поредити са оним у пилетини. Тофу се препоручује у дијетама за мршављење јер садржи само 72 калорије на 100 грама по оброку. Тофу је деликатан и ломљив, а може и да се држи у фрижидеру, где од ниске температуре поприма боју ћилибара.

## Историја
Према Ј. Н. Андерсону, професору антропологије на Универзитету Калифорније, тофу се почео користити у исхрани људи пре 1000 или чак 2000 година. У својој књизи The Food of China (Yale University Press, 1988) Андерсон наводи да је згрушавање зрна изум таоиста из времена непосредно пре или после династије Сунг (вероватно између 900. и 1000. године н. е.). Постоје индиције да заслуге за овај изум писци из времена династије Сунг приписују Љу Ану, таоистичком принцу из династије Хан. Тиме се старост открића помера на период од пре 2000 година, тим пре што недавна лингвистичка истраживања указују на то да реч тофу постоји неких 2000 година. Андерсон наводи да су будисти, без обзира на то ко је изумео тофу, „... убрзо преузели јело као добру замену за месне и млечне производе“.
будисти су преко Корејског полуострва донели тофу у Јапан у 12. веку. Првобитно су га припремали и у исхрани користили махајански будистички монаси. Такође им је служио као обредни дар у будистичким манастирима. Неки историчари указују на могућност да су управо продавнице тофуа које су ови ови монаси-вегетаријанци отварали уз своје манастире биле претходница преко 120 тофу радњи у данашњим САД и преко 30.000 у Јапану. Сматра се да је на тај начин тофу постао омиљен међу богатим слојевима чиме је будизам, између осталог, постао доминантна религија и у Јапану. У 14. веку пет зен манастира отворило је јавне тофу-вегетаријанске ресторане, чиме су се створили предуслови да тофу постане јапанско национално јело.
Израз за тофу није постојао у Јапану све до 16. века. Тек у 17. веку тофу је ушао у свакодневну кухињу и постао омиљен део вегетаријанског јеловника. У 18. веку публиковане су и две књиге о припреми тофуа са 238 рецепата од којих су неки и данас актуелни. Једна од те две књиге рецепата, Тофу хијаку чин, објављен је 1782, али се нашироко примењује и у савременим кухињама.
Ни по питању како је тофу доспео на Запад, историчари нису сагласни. Према једној теорији, до тога је дошло у 16. веку посредством европских трговаца и мисионара. Упркос томе што је фрањевац Доминго Наварете (око 1610—1689) споменуо у свом делу Tratados históricos, políticos, éticos y religiosos de la monarquia de China (Историјска расправа, политичке, етичке и верске кинеске монархије) да је приликом свог обиласка Кине 1665. године видео како се спрема тофу, у Европи није забележен све до 1859. године ниједан случај који би се могао сматрати почетком справљања и коришћења тофуа у исхрани. За то су заслужни француски узгајивачи соје.
Ли Ју-јинг, кинески биолог и инжењер, основао је Caséo-Sojaine, прво европско предузеће комерцијалних размера у Француској 1911. године. У Сједињене Државе тофу је доспео посредством кинеских имиграната-радника који су током 19. века кренули на Запад у потрази за бољим животом. Прво предузеће које се почело бавити производњом тофуа Wo Sing & Company основано је у Сан Франциску 1878. године. Почетком 20. века низ таквих сличних само мањег обима никла су по Калифорнији и Хавајима, да би подмирила потребе имигрантских заједница. Упркос томе што је хранљива вредност соје била добро позната на Западу у 19. веку, потреба за узгајивањем већих сразмера јавља се тек за време Другог светског рата у Сједињеним Државама, када је коришћена као „додатак“ кобасицама и осталим месним прерађевинама. Средином века, сојини продукти у својој традиционалној азијској форми почињу да улазе у употребу шире америчке јавности (почев од 1958. године налази се у готово свим супермаркетима широм земље), а томе су увелико допринели културни контакти са Азијом и обновљено интересовање у вегетаријанство.

## Хранљивост
Према анализи Министарства пољопривреде Сједињених Држава, на 120 грама тофуа (отприлике 1/2 фунте што је 1/2 чаше) долази 86 калорија, тј. 9,4 g протеина, 5 g масти, 2,9 g угљених хидрата, 154 mg калцијума, 2 mg гвожђа, 8 mg натријума, 50 mg калијума и исто толико витамина Б3, Б2 и Б1. Износ калцијума зависи од коагуланта коришћеног приликом продукције. Када му је придодат калцијум-сулфат или -хлорид, ниво калцијума је виши од оног у крављем млеку. Због тога што је произведен од сојиног млека, тофу не садржи влакна. Али недостатак влакана као и одсуство несварљивог шећера чине тофу лако сварљивим. Главна мана тофуа је његов незанерљиво висок ниво масти.
Уносећи једну порцију тофуа на дан сматрано је мером спречавања ризика од рака, остеопорозе, срчаних и бубрежних обољења. Комбинацијом тофуа, рибљег уља, влакана, витамина Д и нискокалоричне исхране, свакако да ће се умањити ризик развоја рака дојке, који је чест узрок смрти код америчких жена. На једном од семинара америчког Друштва против рака, др Стивен Барнс, биохемичар на Универзитету у Алабами, изјавио је поводом вршења експеримента на 30 пацова при којем су они издржавани на изофлавони (супстанца која се може наћи у сојином млеку и тофуу), да по свему судећи смањује стопу рака млечне жлезде на пола.

## Производња
Због великог пораста броја људи на Земљи, научници претпостављају да ће соја у будућности бити кључан извор протеина. Широм источне Азије тофу је дуго био врло омиљен начин коришћења соје као основне намирнице. За сада постоји 38.000 тофу радњи у Јапану, 11.000 у Индонезији, 1.470 у Јужној Кореји, 2.500 на Тајвану и око 158.000 у Кини. Већина ових радњи заснива се на кућним радиностима и има их најмање једна за сваки град или село, а често стотине или чак на хиљаде у великим градовима. Како год, у Јапану је забележен пораст фабрика у којима је производња готово механизована, и које од 15 тона сушене соје производе дневно од 45 до 60 тофуа, што је 15.000 тона годишње. Највећи светски произвођач сојиног млека смештен је у Хонгконгу годишње напуни више од 150 милиона боца (тј. 500.000 дневно). А у Латинској Америци чак и компанија Кока-кола производи сојино млеко. Иако је тамо спроведен велики технолошки напредак у производњи тофуа и сојиног млека, основни принцип што се тиче продукције упадљиво је сличан оном који се развио пре неколико хиљада година.
Прво се соја потапа у воду на два-три сата да би омекшала за млевење. После тога зрна се спроводе у електрични млин где им се за време млевења додаје вода. Самлевен продукт се ставља у велики вок да се загреје. Потребно је пола сата да би се шест јинова соје загрејало (сваки јин је отприлике пола килограма). Загрејана каша филтрира се кроз платно да би се добио тау нинг, тј. сојино млеко, који се прикупља у контејнеру. Преостали талог звани тау че се користи у исхрани свињâ. Да би се сачинио тофу, сојином млеку се додаје чио гоу (сулфат калцијума). На шест јинова сојиног млека додаје се око сто грама гипса. Поменута количина ставља се у чинију, додаје јој се вода да би се растворила, а након тога се промеша пре него што ће се сипати у сојино млеко. Тада се сојино млеко промеша; након десет минута оно постане тау-ху хуа, или сојин пудинг. Да би се добио тофу, сојин пудинг се ставља у четири дрвене фиоке (зване тау на јужноминском дијалекту) обложене тау-ху генгом, или платном.
Полуочврснута смеса се умотава у платно да би се стегла, и поклапа се дрвеном плочом. Поред тога, на њу се поставља камен или неки други тежи предмет не би ли његовом тежином вода била истиснута из смесе. Након пола сата, он се уклања а смеса се размотава из платна. Дрвени калуп у облику квадрата (величине 28x28 cm и дебљине 13 cm) се поставља на новоформираном тофуу да би обележио места где ће се сећи на блокове (величине 7x7 cm), а након тога је спреман за продају. Читав процес справљања тофуа од млевења соје до истискивања воде из њега траје само сат времена. Ради малог обима производње довољна је једна особа, премда је лакше када две руководе послом. Домаћим радиностима је потребно 30 јинова соје (отприлике 30 килограма) да би подмириле свакодневне потребе потрошача, али за Кинеску Нову годину поручују је у већим количинама (више од 100 јинова).